# Ожаев, Нурлыбек Жумахметович
Нурлыбек Жумахметович Ожаев (каз. Ожаев Нұрлыбек Жұмахметұлы; род. 3 июля 1964 года, с. Махамбет, Махамбетский район, Атырауская область) — казахстанский политический деятель.

## Биография

### Образование
- В 1986 году окончил Западно-Казахстанский институт сельского хозяйства по специальности «инженер-механик», в 2010 году — Атырауский государственный университет имени Халела Досмухамедова по специальности «юрист».

### Трудовая деятельность
- Трудовую деятельность начал в 1986 году мастером-наладчиком бригады комбайнеров совхоза «Ынталы» Каркаралинского района, Карагандинской области, затем назначен на должность освобожденного секретаря Комитета комсомола.
- В 1988—1989 годах работал инженером ремонтного предприятия «Агротехника» в селе Махамбет Махамбетского района, Гурьевской области.
- В 1989—1991 годах — заведующий организационно-инспекторского отдела Махамбетского районного комитета ЛКСМ Гурьевской области.
- В 1992—1994 годах выполнял должность председателя Махамбетского районного комитета по делам молодежи и спорта, Атырауской области.
- В 1994—2003 годах был руководителем аппарата Акима Махамбетского района, Атырауской области.
- В 2004—2005 годах работал заместителем директора КГП «Облыс жолдары», руководителем «Проекта по переселению жителей поселка Саркамыс».
- В 2005—2006 годах был руководителем аппарата Атырауского городского маслихата, руководителем аппарата Акима Атырауской области.
- В 2006—2009 годах — руководитель аппарата акима города Атырау.
- В 2009—2013 годах работал координатором по вопросам обеспечения исполнения норм трудового законодательства и управления персоналом подрядной организации компании «Аджип КСО» (Италия) в Западном Ескене.[1].

• В 2013—2014 годах аким Исатайского района Атырауской области. 
• В 2014—2016 годах — аким города Атырау
. 
• В 2016-2021 годах -первый заместитель председателя Атырауского областного филиала партии «Нұр Отан»
• В 2021-2023 годах - Депутат Мажилиса Парламента Республики Казахстан 
VII созыва

- Депутат Атырауского областного маслихата VI и VII созывов
. 
- Почетный президент Федерации дзюдо Атырауской области.
- Руководитель Республиканского  общественного фонда "Исатай батыр"
- Автор идеи и проектов памятников:  Мавзолея и Комплекса батыра  
Исатай Тайманұлы  ( кл.Шейтсай, Кобдинский район, Актюбинская область, 2014 и 2021), "Вечная огонь и Стена Памяти" (п.Аккистау, Исатайский район, 2014), "Стена Памяти" (г.Атырау, 2015).
- В качестве акима г. Атырау представлял Казахстан в городе Хьюстон (США), где подписан меморандум о сотрудничестве (2015) и принято решение о вступление города Атырау во Всемирное партнерство энергетических городов (The World Energy Cities Partnership (WECP). Также достигнуто детальное соглашение развитии сфер образования и здравоохранении, культуры. На заседании Совета директоров Партнерства проведена  презентация Атырау и  созданного нами фильм о новом "казахстанском кандидате". Атырау стал первым и пока единственным  из стран СНГ участником WECP, и 17-м городом мира, который входит в престижную международную организацию, среди них австралийский Перт, американский Хьюстон, норвежский Ставангер, китайский Дацин, канадский Калгари, шотландский Абердин и др.

## Награды
За эти годы награждён орденом «Құрмет» (2017), медалями «10 лет — Конституции Республики Казахстан» (2005), «10 лет — Астане» (2008), «20 лет — Астане» (2018), «20 лет — маслихатам Республики Казахстан» (2014), «25 лет международному антиядерному движению Невада-Семей» (2014), «20 лет — Комитету по ЧС МВД РК» (2015), «20 лет — Конституции Республики Казахстан» (2015), «25 лет — Независимости Республики Казахстан» (2017), «Благодарность городского головы» (Российская Федерация, 2014), «70 лет — Победы в Великой Отечественной войне» (2015), «Знак Почёта» Совета ветеранов РК (2015), «Почетный ветеран спорта» (2015) и другие медалями, Почетными Грамотами Центрального Комитета ВЛКСМ и Центрального Комитета ЛКСМ Казахстана (1988).

## Спортивная карьера
Двукратный чемпион Казахстан по борьбе. В 1985 году был в составе сборной Казахстана, мастер спорта РК.

## Семейное положение
Женат, воспитывает 5 детей и 5 внуков.